# Egen danser
Egen danser (egen) er et udtryk man hører tit når man skal lære at danse en dans. Egen er ens egen dansepartner.
Det modsatte af egen er Fremmed
| Dans | Spire Denne artikel om dans eller danseudtryk er en spire som bør udbygges. Du er velkommen til at hjælpe Wikipedia ved at udvide den. |